# 川崎市立有馬中学校
川崎市立有馬中学校（かわさきしりつ ありまちゅうがっこう）は、神奈川県川崎市宮前区有馬7丁目にある公立中学校であり、生徒数は約800人。教員数は約50人。

## 特色

### 学校生活
- 入学式後、すぐに対面式が行われる。そこで体育祭のブロックを決める。ここでブロックになった学級同士はその1年間、兄弟ブロックとして様々なことで交流する。
- 体育祭は、赤、青、緑、黄、紫、橙、桃の7つのブロックで戦う。また、応援賞、マスコット賞などの賞があり、学年種目、応援、学年及びブロック総合は、上位3ブロックが表彰される。
- 合唱コンクールは、外部のホールを貸切にして、同学年のクラス対抗で行われ、最優秀賞、優秀賞、優良賞と上位3クラスが表彰される。
- 例年、9月ごろに臨時の選挙管理委員会が発足し、生徒会本部役員の選挙が行われる。

選挙管理委員は選挙が終わり次第解散する。

### 生徒会機関
- 本校の生徒会機関は最高機関順に、生徒総会、生徒評議会、生徒会役員会、学年委員会、各種委員会となっている。生徒総会は毎年、2回開かれ予算の承認や報告、校則の改正の審議、承認などが行われる。

## 沿革
出典
- 1978年（昭和53年）
  - 4月1日 - 開校。
  - 9月25日 - 基準服着用。
- 1979年（昭和54年）
  - 3月25日 - 第2期工事竣工。
  - 4月28日 - 開校記念式典挙行。
- 1984年（昭和59年）3月21日 - 増築校舎工事完了（木工室・金工室、普通教室6室）。
- 1988年（昭和63年）12月3日 - 創立10周年記念式典挙行。
- 1989年（平成元年）5月22日 - 格技室「克己館」落成。
- 1990年（平成2年）12月27日 - コンピュータ教室完成。
- 1995年（平成7年）11月30日 - 創立20周年記念式典挙行。
- 1997年（平成9年）12月26日 - 多目的教室（和室）完成。
- 2003年（平成15年）4月1日 - オープンルーム完成。
- 2007年（平成19年）12月1日 - 創立30周年記念式典挙行。耐震補強工事完了。
- 2009年（平成21年）
  - 8月8日 - 生徒用教室エアコン設置。
  - 11月1日 - エレベータ設置。
- 2017年（平成29年）11月22日 - 創立40周年記念式典挙行。
- 2021年（令和3年）2月 - 新体育館完成。

## 学校周辺
- 川崎市立西有馬小学校
- 有馬ふるさと公園

## アクセス
- 東急田園都市線 鷺沼駅から、徒歩15分
- 鷺沼駅から、「川崎市バス」鷺02系統、三田橋下車 徒歩5分
- 鷺沼駅から、「東急バス」鷺01、鷺02、鷺03、鷺04、鷺05系統、三田橋下車 徒歩5分

## 出身者
- 新井恵理那 - フリーアナウンサー
- 木口亜矢 - タレント
- 高井雄平 - プロ野球選手
- 田中碧 - プロサッカー選手
- ベッキー - タレント
- 三笘薫 - プロサッカー選手